# マルティン・ヴィンターコルン
マルティン・ヴィンターコルン（ドイツ語: Martin Winterkorn、1947年5月24日 - ）は、フォルクスワーゲンの親会社フォルクスワーゲンAGの前取締役会議長（ドイツ語: Vorstandsvorsitzender、前最高経営責任者（CEO））、前アウディ監査役会会長、ポルシェ・オートモービル・ホールディング監査役会会長。
2007年にベルント・ピシェッツリーダーの後任としてフォルクスワーゲンAGのCEOに就任。その前は、フォルクスワーゲングループ子会社のアウディAG取締役会議長を務めていた。
2015年9月23日、アメリカ合衆国で排出ガス規制不正問題が発覚したことを受けてフォルクスワーゲンから辞職した。後任はポルシェのCEOを務めていたマティアス・ミュラー。11月11日、アウディの監査役会会長職を辞職した。

## 経歴
1966年にシュトゥットガルト大学に入学し冶金学と金属物理学を専攻、1973年に卒業する。1973年にメタルリサーチと金属物理学の研究のためにマックス・プランク研究所博士課程に入り、1977年博士号取得。
1977年、ロバート・ボッシュのプロセスエンジニアリング部門のスペシャリストアシスタントとしてヴィンターコルンは、キャリアをスタートさせた。1978年から1981年までロバート・ボッシュ及びボッシュシーメンスハウスグレーテで、冷媒圧縮機開発グループを率いた。
1993年、フォルクスワーゲンAGのグループ品質保証部門長に就任し、1994年3月、委任によってフォルクスワーゲンAGのゼネラルマネジャーに指名された。1995年6月には、フォルクスワーゲングループのプロダクトマネージャーも兼任した。1996年1月、ヘルベルト・シュスター（Herbert Schuster）の後任として、フォルクスワーゲンブランドのブランド技術開発マネジメント委員会のメンバーとなる。2000年7月より、フォルクスワーゲングループ技術開発管理部に所属。当時のフォルクスワーゲンCEOフェルディナント・ピエヒがフォルクスワーゲン・ニュービートルを承認するのに尽力した。
2002年3月1日よりアウディAG取締役会議長となる。2002年1月1日に発足したセアト、ランボルギーニを含むアウディグループを率いた。2003年1月1日付けでアウディAGの技術開発部長も引き受けた。アウディAGのCEOとしての立場で、フォルクスワーゲンAG取締役にも就任した。
2007年1月1日にベルント・ピシェッツリーダーの後任としてフォルクスワーゲンAGのCEOに就任。
2003年6月より、組織における研究奨励に尽力した功績が認められて、ブダペスト工科経済大学名誉教授に就任。2007年と2008年に米国で権威のある自動車雑誌モーター・トレンドにおいて特集された。

### ディーゼル車排気ガス規制不正問題
2015年9月、フォルクスワーゲンは、法的な環境基準を超える排気ガスを排出していたにもかかわらず、米国の自動車排出ガス規制テストをクリアするために、ディーゼル車に不正なソフトウェアを搭載していたとして謝罪した。ヴィンターコルンはフォルクスワーゲンAGが最大180億ドルの制裁金を課されるだろうことを認めたが、引退時にはリコールについては言及しなかった。ヴィンターコルンは国際的なスキャンダルになった排出ガス規制不正問題を、名前は明らかにしないまま、「ごく一部の人間による重大な過失」であるとして責任を転嫁した。9月22日には、フォルクスワーゲンの職からの辞任を否定したが、翌23日に辞任した。

## 脚註
1. ↑  “Prof. Dr. rer. nat. Martin Winterkorn”. www.volkswagenag.com.   フォルクスワーゲンAG. 2010年1月19日閲覧。
2. ↑  Moore, Thad (2015年9月23日). “Volkswagen CEO quits amid emissions cheating scandal”. The Washington Post 2015年9月23日閲覧。
3. ↑  Woodyard, Chris (2015年9月23日). “VW CEO resigns in cheating scandal”. The Detroit Free Press:  p. 1B
4. ↑   2011年11月11日、BloombergBusiness
5. 1 2  “EXECUTIVE PROFILE - Martin Winterkorn”.  Business Week. 2008年5月14日閲覧。
6. ↑  “Ein Schwabe in Wolfsburg:  Martin Winterkorn, 48...”. Auto, Motor und Sport. Heft 6 1996:  Pages 206–208. (8 March 1996).
7. ↑  “Supervisory Board”. 2015年9月24日閲覧。
8. ↑  Mark Landler (2006年11月8日). “After Power Struggle, Volkswagen Ousts Its Chief”
9. ↑  “The 2007 Power List”.  en:Motor Trend (2007年). 2008年5月14日閲覧。
10. ↑  “The 2008 Power List”.  en:Motor Trend (2008年). 2008年5月14日閲覧。
11. ↑  http://jalopnik.com/your-guide-to-dieselgate-volkswagens-diesel-cheating-c-1731857018
12. ↑  “Volkswagen diesel scandal threatens to ruin its credibility and value”. The Los Angeles Times (2015年9月22日). 2015年9月22日閲覧。
13. ↑  https://www.telegraph.co.uk/finance/newsbysector/industry/11884260/European-stock-markets-set-to-open-lower-as-VW-emissions-fallout-deepens-LIVE.html
14. ↑  http://www.thelocal.de/20150922/reports-suggest-vw-ceo-to-be-fired
15. ↑  Bomey, Nathan (2015年9月23日). “Volkswagen CEO Martin Winterkorn resigns amid scandal”. USAトゥデイ 2015年9月23日閲覧。